# 五十嵐優
五十嵐 優（いがらし すぐる、1993年11月22日 - ）は、ラグビーユニオンの選手。

## 略歴
神奈川県出身。小学3年生からラグビーを始めた。
2012年、東海大相模高校卒業後、東海大学に入る。
2016年、東海大学卒業後、キヤノンイーグルス(現・横浜キヤノンイーグルス)に加入。同年10月2日に行われたジャパンラグビートップリーグ第5節のサントリーサンゴリアス戦に途中出場で公式戦初出場を果たした。
2022年、コベルコ神戸スティーラーズに加入。
2024年、豊田自動織機シャトルズ愛知に加入。
2025年6月2日、豊田自動織機シャトルズ愛知退団を発表。